# Lord Saviles brott
Lord Saviles brott är en svensk stumfilm från 1922 i regi av Gunnar Klintberg.

## Om filmen
Filmen premiärvisades 16 september 1921 i Eriksberg  Stockholm. Filmen spelades in vid Palladiumfilms ateljéer i Hellerup Danmark 1919. Som förlaga har man en fri tolkning av Oscar Wildes novell Lord Arthur Savile's Crime  som publicerades 1887.

## Rollista i urval
- Carl Alstrup – Lord Arthur Savile
- Astri Torsell – Sybil Merton, hans fästmö
- Ernst Eklund – Septimus R. Podgers
- Ivar Kåge